# Pau Donés
Pau Donés Cirera (Barcellona, 11 ottobre 1966 – Barcellona, 9 giugno 2020) è stato un cantautore e chitarrista spagnolo.

## Biografia

### Gioventù
Di origine ribagorzana, nacque a Barcellona, nella clinica El Pilar, primogenito di quattro figli di Amado, impiegato di banca originario di Montanuy, e di Núria, nata a Barcellona e morta suicida quando Pau aveva 16 anni; entrambi erano membri dell'Opus Dei. Cominciò ad avvicinarsi alla musica a soli 12 anni, allorché ebbe la sua prima chitarra e comprò i suoi primi dischi, uno dei Beatles e un altro di Bob Marley.  All'età di tredici anni gli fu diagnosticata una dislessia.
A 15 anni, con suo fratello Marc, che suonava la batteria, formò il suo primo gruppo, J. & Co. Band, e più tardi il secondo, Dentaduras Postizas.
Si laureò in Economia all'Università di Barcellona, e durante i suoi studi lavorò come modello pubblicitario. Dopo la laurea, ha lavorato in un'agenzia pubblicitaria come account executive, occupazione che gli permise di spaziare con i concerti nelle discoteche di Barcellona. Con il denaro guadagnato dal suo lavoro, acquistò i suoi primi strumenti, tra i quali un registratore, un sintetizzatore, un mixer e una chitarra elettrica Fender Stratocaster, che gli sarebbero poi serviti per incidere le sue prime canzoni. Il suo primo concerto è stato alla Tarantos Hall di Barcellona, esibendosi per l'etichetta Virgin.

### Carriera
Donés formò quindi i Jarabe de Palo, gruppo che iniziò ad affermarsi nell'autunno del 1996. La sua prima canzone, La flaca, diventò famosa grazie a uno spot pubblicitario della marca Ducados per la campagna pubblicitaria di Carácter Latino nella primavera del 1997, e fu una sorpresa per il pubblico quando si scoprì che dietro la canzone c'era un nuovo gruppo chiamato Jarabe de Palo e non Juan Perro come sembrava in principio.
Nel 2009 duettò con i Nomadi nel brano Lo specchio ti riflette. Il 19 febbraio 2010, in occasione della quarta serata del Festival di Sanremo 2010, duettò con Fabrizio Moro e DJ Jad cantando Non è una canzone. Nel marzo 2012 collaborò con i Modà, cantando con il leader del gruppo, Kekko Silvestre, il brano Come un pittore. Il videoclip del brano vede la partecipazione di Pau solo nella parte girata all'interno (in studio). Nel 2013 collaborò nuovamente con il gruppo italiano a una nuova versione di Dove è sempre sole, contenuta nella ristampa del loro quinto album in studio Gioia e pubblicata come singolo nel 2014. Nel 2017 duettò con Ermal Meta nel brano Voodoo Love, partecipando anche al video dello stesso brano e poi al live di inizio del tour Non abbiamo armi di Ermal Meta.
Nel 2015 ha annunciato di aver subito un intervento chirurgico di cancro al colon, con asportazione di metà del colon (24 agosto) e metà del fegato (18 settembre), e di aver dovuto cancellare i concerti della tournée che stava svolgendo. Tuttavia, nel dicembre dello stesso anno tenne due concerti di beneficenza alla discoteca Luz de Gas di Barcellona intitolati "Cancer Syrup" per raccogliere fondi per la ricerca scientifica sul cancro al colon-retto. Il 4 aprile 2016 ha annunciato su Facebook di essere guarito dal cancro, ma all'inizio del 2017 si verificò una ricaduta dovuta ad una metastasi al fegato; nonostante ciò, Pau non abbandonò i suoi progetti personali e proseguì con un tour, pubblicando sia un nuovo album con gli Jarabe de Palo (50 Palos) sia un'autobiografia. Nel trattamento del tumore aveva seguito in un primo tempo le terapie pseudoscientifiche di Josep Pàmies, che si occupava del cancro di origine vegetale alla Kalanchoe, e questa scelta fu oggetto di polemiche, in quanto tale trattamento porta i pazienti ad abbandonare terapie efficaci come la chemioterapia, a favore di una "dieta alcalina, con molte verdure ed eliminando zucchero e farina raffinata". Nel 2018 tuttavia optò per la chemioterapia.
A ottobre 2018 ha annunciato che avrebbe interrotto l'attività musicale a partire da gennaio 2019, e a novembre ha detto che, dopo 20 anni legati alla musica, avrebbe fatto un concerto d'addio a Tarragona. Infine, dopo due concerti di solidarietà a dicembre al Luz de Gas per raccogliere fondi per la lotta contro il cancro, intitolati Jarabe y amigos contra el cáncer, ha tenuto il concerto d'addio alla Tarraco Arena Plaza. Il 1º gennaio 2019 pubblica un videomessaggio per i fans dichiarando: "Questo non è un addio, o meglio, non solo. È anche e soprattutto un arrivederci. Sono stati 20 anni connessi alla musica ed è giunto il momento di dedicarci ad altro. Come molti sapete, quest'anno ci fermiamo. Mi vengono in mente tanti pensieri, tutte le cose buone che ci ha dato la musica: momenti incredibili e irripetibili che abbiamo vissuto e l'opportunità di vedere il nostro sogno diventare una professione. Abbiamo potuto condividere con voi tante canzoni, di diventare in qualche modo parte della colonna sonora della vostra vita e anche della nostra. La musica ci ha connesso in questi 20 anni per cui non potrò mai essere abbastanza grato, voi per noi siete stati un vero e proprio dono e ci mancherete tantissimo. Speriamo che il futuro sarà bello come gli ultimi venti anni, ma sappiamo già che ci mancheranno i live e soprattutto la vostra presenza. Voglio comunque dirvi che torneremo, questa è solo una piccola pausa. Non so quando, né come, ma torneremo. Non è un addio, ma un arrivederci: vi aspettiamo al nostro ritorno per essere di nuovo connessi. Ne approfitto per fare gli auguri per l'anno nuovo: spero sarà per tutti voi un anno fantastico. Siate felici, la vita è una e richiede la contingenza: dovete essere felici, qui e ora".
Si stabilì in California (USA) per stare accanto alla figlia Sara e per condurre una vita più tranquilla in quanto "un po' esausto" rispetto alla precedente. A dicembre 2019 è tornato temporaneamente sul palco con gli Jarabe de Palo per partecipare ad un paio di concerti solidali al Luz de Gas con una ventina di musicisti ospiti, i cui incassi al botteghino sono andati alla ricerca dell'Istituto di Oncologia Vall d'Hebron.
Durante la pandemia di COVID-19, ha dedicato una canzone dal balcone della sua casa agli operatori sanitari, intitolata Los Ángeles Visten De Blanco.
Il 26 maggio 2020 pubblicò con gli Jarabe de Palo il decimo album in studio dal titolo Tragas o escupes. Durante il Málaga Film Festival è stato presentato il documentario Eso que tú me das diretto da Jordi Évole, dedicato a Pau Donés.

### Morte
Donés morì il 9 giugno 2020 all'età di 53 anni per un'ulteriore recidiva della malattia.

## Discografia degli Jarabe de Palo

### Album in studio
- 1996 – La flaca
- 1998 – Depende
- 2001 – De vuelta y vuelta
- 2003 – Bonito
- 2004 – 1 m²
- 2007 – Adelantando
- 2011 – ¿Y ahora qué hacemos?
- 2014 – Somos
- 2017 – 50 Palos
- 2020 – Tragas o escupes

### Raccolte
- 2003 – ¿Grandes exitos?
- 2004 – Colección grandes
- 2005 – Completo incompleto

### Album dal vivo
- 2009 – Orquesta Reciclando